# Джеймс, Джессика
Дже́ссика Джеймс (англ. Jessica Jaymes), настоящая фамилия Ре́ддинг (англ. Jessica Redding; 8 марта 1976, Анкоридж — 17 сентября 2019, Норт-Хилс, Калифорния) — американская порноактриса, член Зала славы AVN с 2018 года.

## Биография
Джеймс пришла в порнобизнес в 2002 году. Псевдоним Jessica Jaymes — это комбинация её реального имени и имени бывшего парня Джессики, которого звали Джеймсом (James). В августе 2008 года Джеймс стала «Киской месяца» журнала Penthouse.
Джеймс сыграла небольшую роль в двух эпизодах американского телесериала «Дурман».
За свою карьеру снялась в 396 фильмах, включая компиляции.
17 сентября 2019 года Джеймс была найдена без сознания у себя дома в Норт-Хиллзе, Лос-Анджелес, и была объявлена мёртвой в 16:20 на месте происшествия. Её бывший муж и деловой партнер по «Spizoo» нашёл её, когда пошёл проверить всё ли с ней в порядке, так как она была неактивна в Интернете и не отвечала на сообщения почти неделю. У Джеймс была история судорог, но причина её смерти не была сообщена сразу. Было проведено вскрытие, после которого её тело было передано семье, но объявление причины смерти было отложено до получения результатов токсикологии. Канцелярия коронера округа Лос-Анджелес определила, что она умерла в результате «обширного приступа, хронического злоупотребления этанолом (алкоголем)».

## Награды и номинации
- 2005: AVN Award — Best All-Girl Sex Scene in a Video «Gina Lynn’s Close-Up 2» — номинация[7]
- 2006: AVN Award — Best Group Sex Scene in Film «The Devil in Miss Jones» — номинация[8]